# Antonio Alzamendi

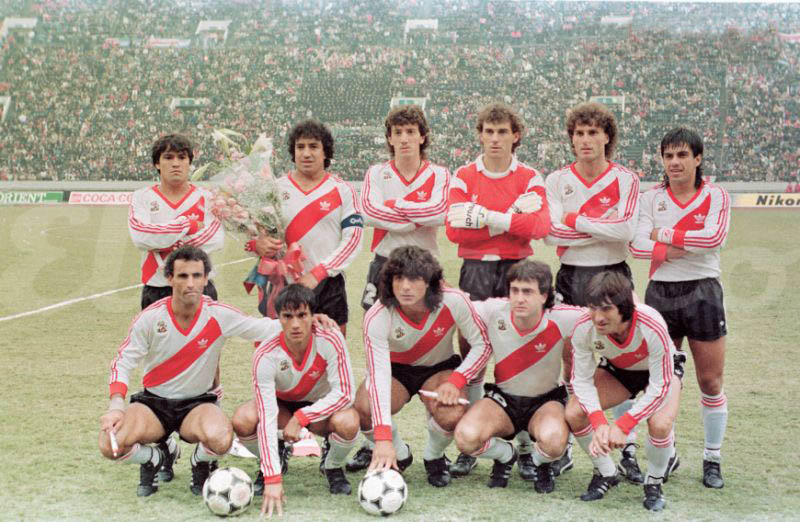
A equipe do River Plate que conquistou Copa Intercontinental de 1986. Alzamendi é o primeiro agachado, da esquerda para a direita

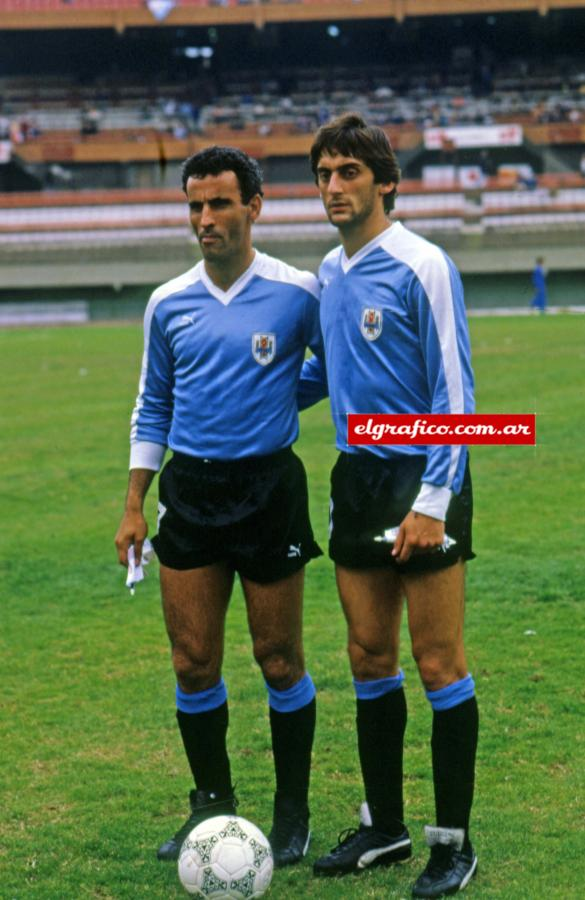
Alzamendi na Seleção do Uruguai com Enzo Francescoli durante a Copa América de 1987

Antonio Alzamendi Casas (Durazno, 7 de junho de 1956), mais conhecido como Antonio Alzamendi, é um técnico e ex-futebolista uruguaio.

## Carreira
Alzamendi, que atuou nos dois grandes clubes de seu país - Nacional e Peñarol -, teve seu momento mais marcante na Argentina, pelo River Plate. Entrou para a história do clube ao marcar o solitário gol da Copa Intercontinental de 1986, a primeira e única dos millonarios, cabeceando para as redes um rebote de um chute que ele próprio desferira.
Ganhou outros dois títulos no River, também internacionais: a Libertadores e a Interamericana daquele 1986. Acabaria escolhido o Futebolista Sul-Americano daquele ano. Mas, antes de destacar-se com a banda roja, fez sucesso também no Independiente, marcando 80 gols em 196 jogos de em três anos no clube de Avellaneda, onde foi fundamental para o título argentino de 1978. Um dos numerosos uruguaios que deram certo nos rojos, é justamente o segundo de seu país com mais atuações ali. Desenvolveu grande parceria de pensamento e execução de jogadas com o maestro Ricardo Bochini. 
Atuou pela seleção do seu país e logo após a aposentadoria como jogador, iniciou a carreira de técnico no Club Wanderers (de Durazno, Uruguay), em 1992. Como técnico, já atuou em clubes da América do Sul e Central, na Austrália, além de seleções de base do seu país natal.

## Títulos

### Internacionais
Seleção do Uruguai
- Copa América: 1983, 1987

 River Plate
- Copa Intercontinental: 1986
- Copa Libertadores da América: 1986

### Nacionais
River Plate
- Campeonato Argentino: 1985-1986 (nacional)

 Peñarol
- Campeonato Uruguaio: 1985

 Independiente
- Campeonato Argentino: 1978 (nacional)

## Campanhas de destaque

### Internacionais
Seleção do Uruguai
- Copa América: 2º lugar - 1989

## Artilharia
Peñarol
- Campeonato Uruguaio: 1985 - 13 gols

 River Plate
- Copa Intercontinental: 1 gol - 1986
- Supercopa Libertadores: 4 gols - 1988